# Kanton Bourgoin-Jallieu-Nord
Der Kanton Bourgoin-Jallieu-Nord war ein von 1985 bis 2015 bestehender französischer Wahlkreis im Arrondissement La Tour-du-Pin, im Département Isère und der Region Rhône-Alpes. Er umfasste fünf Gemeinden und den Nordteil der Stadt Bourgoin-Jallieu.

## Gemeinden
| Gemeinde                 | Einwohner Jahr | Fläche km² | Bevölkerungsdichte | Code INSEE | Postleitzahl |
| ------------------------ | -------------- | ---------- | ------------------ | ---------- | ------------ |
| Bourgoin-Jallieu         | –              | –          | – Einw./km²        | 38053      | 38300        |
| Ruy-Montceau             | 4355 (2013)    | 20,81      | 209 Einw./km²      | 38348      | 38300        |
| Saint-Chef               | 3598 (2013)    | 27,16      | 132 Einw./km²      | 38374      | 38890        |
| Saint-Marcel-Bel-Accueil | 1342 (2013)    | 18,23      | 74 Einw./km²       | 38415      | 38080        |
| Saint-Savin              | 3825 (2013)    | 24,55      | 156 Einw./km²      | 38455      | 38300        |
| Salagnon                 | 1257 (2013)    | 8,21       | 153 Einw./km²      | 38467      | 38890        |